# Linux Terminal Server Project
Linux Terminal Server Project (LTSP) är ett projekt vars mål är att göra så att tunna klienter kan ansluta grafiskt till datorer med Linux. LTSP-admin är det program som används för att konfigurera Linux som terminal-server.
Konceptet med en X-terminalmiljö är gammalt och den programvara som behövs har också till största delar länge funnits fritt tillgänglig. Det LTSP-projektet framförallt erbjuder är färdigpaketerade lösningar, som lätt kan installeras också utan djupare förståelse för bakomliggande teknik. Också andra tunna – och mindre tunna – klienter än X-terminaler stöds av LTSP-servern.
LTSP version 5 finns (2008) att få som vilket som helst annat programvarupaket till vissa linux-distributioner (Ubuntu, Edubuntu, Debian, Skolelinux/DebianEdu, SuSE) och stöd planeras för övriga större distributioner. Icke-stödda distributioner kan ladda ner och installera den tidigare, av operativsystemvariant mindre beroende, version 4 som ett tar-arkiv.

## Hur det fungerar
LTSP-paketen installerar behövliga serverprogram och de filer som klienterna behöver i en skyddad katalog ("chroot jail") på serverdatorn. Klienterna konfigureras att vid start hämta programkod över nätverket.
1. Vid uppstart (boot) används PXE som uppstartsalternativ och klienten söker på det lokala nätverket efter en DHCP-server.
2. Förutom att tilldela klienten en IP-adress, nätmask, gateway m.m. så talar DHCP-servern om adressen till en minimal Linux-kärna, adressen till ett minimalt operativsystem och IP-adressen till terminal-servern.
3. Linux-kärnan laddas via TFTP eller annat nätprotokoll, systemfilerna ansluts via exempelvis NFS och det lokala systemet startar.
4. Skärmhanteraren (som sköter inloggning), fönsterhanterare och tillämpningsprogram körs på terminalservern (eller andra servrar) medan det lokala mini-systemets X-server hanterar indata från mus och tangentbord samt utdata till skärm och ljudkort för dessa programs räkning. Normalt körs inga tillämpningsprogram på klienten.

Programmen på servern kan också använda USB-minnen, skrivare och annan maskinvara som är ansluten till klienten, i den utsträckning som stödet för maskinvarutypen ingår i LTSP eller administratören själv ordnat möjligheten. För maskinvara som inte direkt stöds av X bör värddatorn ges access till en port på X-terminalen där ett lokalt serverprogram sköter kommunikationen mellan terminalservern och maskinvaran. 
Istället för att ansluta till servern för en X-session kan klienten vara inställd att köra andra typers sessioner, till exempel som normal arbetsstation (varvid också hemkatalogerna måste exporteras med NFS och NIS), som klient till en Windows-server (med hjälp av programmet rdesktop), med lokal access för felsökning eller med endast en webbläsare. Flera sessionsalternativ kan erbjudas på samma klient och användaren kan i så fall enkelt växla mellan sessionerna.
Eftersom filerna klienterna hämtar ligger i skilda kataloger kan klienterna både vad gäller processorarkitektur och operativsystem skilja sig från serverdatorn. För att konstruera filerna behövs dock tillgång till lämplig miljö, varför stödet för annat än Linux/x86-maskiner kan vara begränsat.